# Red Hot + Rio 2
| Críticas profissionais | Críticas profissionais |
| Avaliações da crítica  | Avaliações da crítica  |
| Fonte                  | Avaliação              |
| ---------------------- | ---------------------- |
| Allmusic               | [ 1 ]                  |

Red Hot + Rio 2 é um CD duplo de 2011 produzido por Béco Dranoff como parte da série beneficente Red Hot AIDS destina a promover a conscientização sobre a AIDS. A edição é uma homenagem ao estilo Tropicália. Artistas brasileiros, como: Marisa Monte, e internacionais, como Beck, Devendra Banhart, David Byrne e vários outros artistas de treze países contribuíram neste CD que é comercializado pela Som Livre.
O CD é o segundo da série enquanto que o Red Hot + Rio foi lançado em 1996.